# Jordans kurvsats

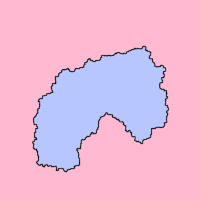
Illustration av Jordans kurvsats. Jordankurvan (ritad i svart) delar planet i en "inre" region (ljusblå) och en "yttre" region (rosa).

Jordans kurvsats är ett resultat inom topologin som informellt formulerat säger att varje kontinuerlig, sluten, kurva i planet som inte skär sig själv kommer dela planet i två delar, en inre region och en yttre. 

## Jordankurvor
En Jordankurva är en speciell typ av plan kurva. Man kan formulera det som att den är en kontinuerlig, injektiv funktion från enhetscirkeln till {\displaystyle \mathbb {R} ^{2}}. 
Man kan också formulera det som det är en kontinuerlig funktion, f, från {\displaystyle [0,1]} till {\displaystyle \mathbb {R} ^{2}} sådan att f(0) =f(1) men {\displaystyle f(x)\neq f(y)} för alla andra par x och y. Intuitivt betyder detta att kurvan återvänder till startpunkten men inte korsar sin väg någon annanstans.

## Jordans kurvsats
Låt f vara en Jordankurva och beteckna bilden den med J. Då säger Jordans kurvsats att det finns två öppna mängder U och Vsådana att 
- {\displaystyle U\cap V=\emptyset }
- {\displaystyle U\cup V=\mathbb {R} ^{2}\backslash J}
- U och V är sammanhängande
- U är begränsad och V är obegränsad
- Både U och V har J som  rand.

Intuitivt så är U allt innanför kurvan och V allt utanför. 

## Historia
Satsen kan verka uppenbar men är överraskande svår att bevisa. Bernard Bolzano var den första att påpeka att satsen inte var självklar utan behövde bevisas. Den första som publicerade ett bevis var Camille Jordan men det anses vara inkomplett av många författare. Det första allmänt accepterade beviset gavs av Oswald Veblen. 
Idag finns det många bevis av satsen.